# Старостинские имения
Старостинские имения — в 14-18 вв. в Королевстве Польском, Великом княжестве Литовском, Речи Посполитой королевские (великокняжеские), позднее (после 1590) — государственные (казенные) владения — города, деревни, замки, леса, пруды, пахотные земли, пустоши, — административно-территориально объединенные в староства, которые по привилегии короля и сейма передавались во временное или пожизненное владение магнатам и шляхте. Название происходит от должности королевского наместника — старосты. Появление старостинских имений связано с изменениями в системе вознаграждений за выполнение гродской старостинской службы. Предоставление гродским старостам в качестве оплаты за службу права на пожизненное владение подчиненными староствами внесло в их деятельность элемент достаточно большой личной заинтересованности. Староста стал рассматривать их как свою собственность, а вся его хозяйственная деятельность направлялась на получение больших прибылей за счет повышения уровня эксплуатации крестьян, увеличение таможенных сборов, захват городских и частно-шляхетских владений, ограничение привилегий мещан и тому подобное. Со временем гродские старосты, занимая по несколько государственных должностей, не выполняли лично даже возложенных на них судебных функций.
Магнаты-чиновники стремились сосредоточить в своих руках несколько гродовых староств, передавая их в наследство своим сыновьям через уступное право на старостинское правительство. Имея обширные владения, старосты лишь изредка появлялись в своих имениях, передав их в руки администраторов или пуская в оборот-аренду (полную или частичную), залог и даже продажу. В результате хозяйственное состояние старостинских имений существенно ухудшалось, происходил процесс их измельчения, падал оборонный потенциал замков, казенные поступления из королевщин сокращались. В 18 в. кварта (пятая часть доходов в государственную казну) составляла лишь 5 % от общих доходов старосте. Несмотря на все эти обстоятельства и на закате Речи Посполитой поступления со староств украинских воеводств были значительно большими по сравнению со староствами коронных земель.